# Video System
Video System Co., Ltd. va ser una empresa de programari al Japó que feia videojocs per diferents plataformes, fins i tot Super Nintendo, Neo-Geo i Nintendo 64. L'empresa va ser fundada pel dissenyador de programari Koji Furukawa.
Van llançar diversos tipus de videojocs (sovint de màquines recreatives) al Japó i els EUA, com potser Rabio Lepus, Turbo Force, Super Volleyball, i el seu millor èxit, Aero Fighters. L'equip de Aero Fighters va voler marxar de l'empresa i crear-se la seva pròpia, Psikyo.